# Andrena clusia
Andrena clusia är en biart som beskrevs av Warncke 1966. Andrena clusia ingår i släktet sandbin, och familjen grävbin. Inga underarter finns listade i Catalogue of Life.